# Cèl·lula d'Hamburg
La Cèl·lula d'Hamburg va ser una organització terrorista islàmica creada a la ciutat alemanya d'Hamburg. Els seus membres eren estudiants provinents de diversos països àrabs que van formar part dels atemptats de l'11 de setembre de 2001. Estava constituïda per Mohamed Atta, Marwan al-Shehhi, Ziad Jarrah, i Ramzi Binalshibh.

## Història

### Antecedents

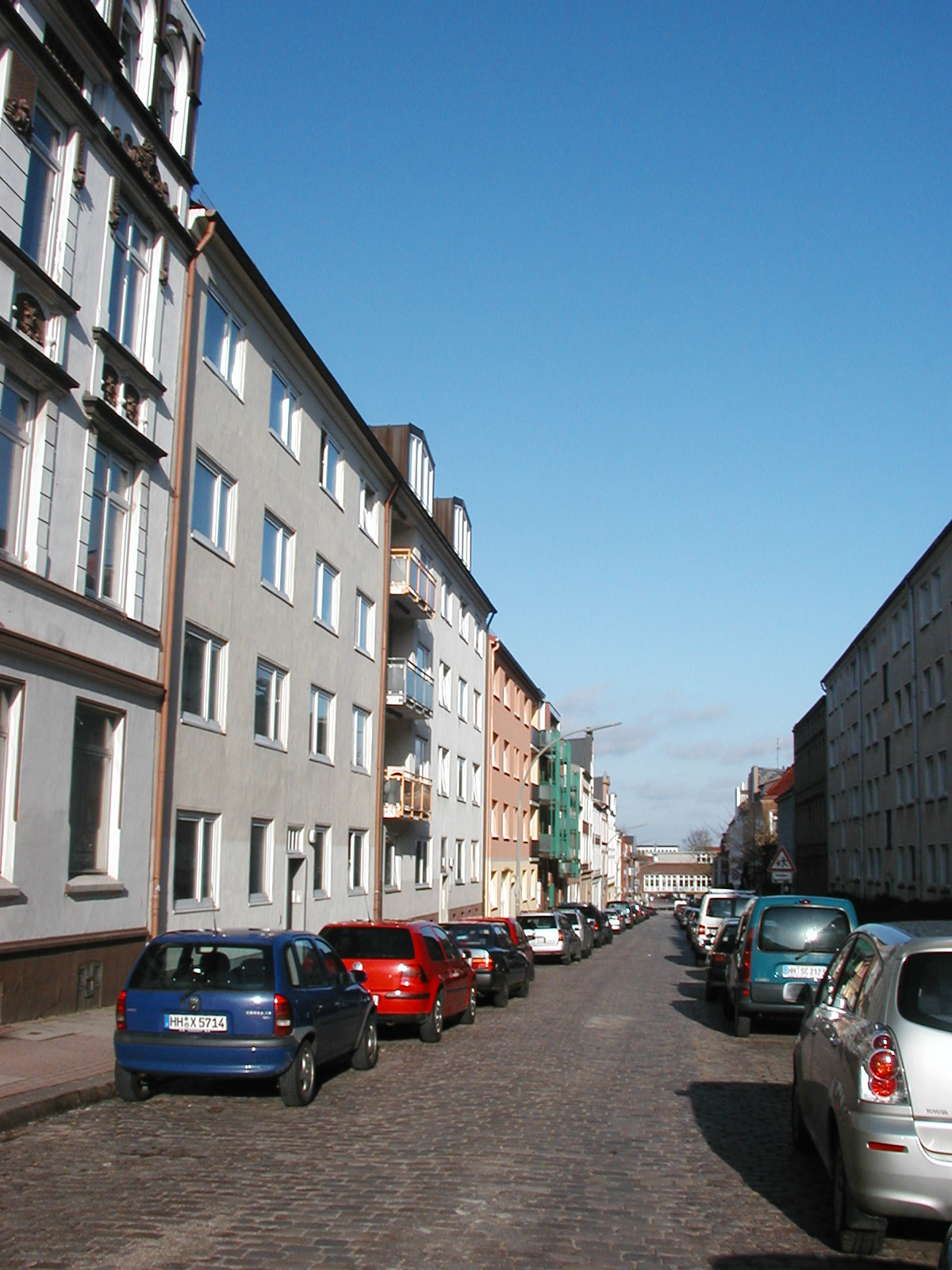
Marienstraße, Hamburg, on es va formar l'organització.

El novembre de l'any 1998, Mohamed Atta, Marwan al-Shehhi i Ramzi Binalshibh es van mudar a un apartament de tres habitacions a Marienstraße 54 (Hamburg). Aquí es va formar la Cèl·lula d'Hamburg. Es reunien tres o quatre vegades a la setmana i compartien els seus pensaments antiamericans. Ziad Jarrah, futur pilot del vol 93 d'United Airlines, no va conviure amb cap d'ells i es desconeix que tan pròxima era la seva relació amb els altres segrestadors.
L'any 1999, tota quatre van decidir viatjar a Txetxènia per a combatre contra els russos en la Segona Guerra Txetxena, però en algun moment van coincidir amb operaris d'Al-Qaeda, aquests els van convèncer de viatjar a Kandahar, Afganistan, per a conèixer a Ossama Bin Laden. Una vegada allà, Bin Laden els va preguntar si acceptarien una missió suïcida, a la qual van accedir, i va assignar a Atta com a líder.
Tots quatre van marxar d'Afganistan i es van reunir amb Khalid Sheikh Mohammed, el finançador dels atemptats de l'11-S. Atta i Al-Shehhi van marxar als Estats Units es van enllistar a l'escola Huffman Aviation a Florida, mentre que Jarrah va estudiar vol per separat. Binalshibh no va poder obtenir el seu visat per a entrar als Estats Units i es va quedar a Alemanya com a missatger entre els segrestadors i al-Qaida.

### Planificació i atacs
Al llarg de l'estiu del 2001, els segrestadors van realitzar diversos vols pels Estats Units per saber quins eren els adequats pels atacs.
L'11 de setembre del 2001, Atta va viatjar des de Maine fins a Boston, on va abordar el vol 11 d'American Airlines juntament amb altres quatre segrestadors i el van estavellar contra la Torre Nord del World Trade Center a les 8:46. Al-Shehhi va estavellar el vol 175 d'United Airlines contra la Torre Sud a les 9:03. Jarrah va segrestar el vol 93 d'United Airlines juntament amb altres terroristes. Es desconeix on planejava estavellar-lo, però es creu que l'objectiu era la Casa Blanca o el Capitoli dels Estats Units. L'avió va impactar en un camp al sud-oest de Pensilvània, ja que els passatgers del vol es van revoltar contra els terroristes.